# Rhysotoechia
Rhysotoechia es un género con 22 especies de plantas de flores perteneciente a la familia Sapindaceae. 

## Especies seleccionadas
- Rhysotoechia acuminata
- Rhysotoechia applanata
- Rhysotoechia bifoliolata
- Rhysotoechia bilocularis
- Rhysotoechia congesta
- Rhysotoechia contermina
- Rhysotoechia elongata